# Albert Socin
Albert Socin (Basilea, 13 ottobre 1844 – Lipsia, 24 giugno 1899) è stato un orientalista svizzero.

## Biografia
Socin studiò lingue orientali dal 1862 nelle università di Basilea, Ginevra, Gottinga e Lipsia. Dopo la laurea, e un dottorato ad Halle (1867), ottenne un incarico all'Università di Berlino. Tra il 1868 e il 1870 Socin risiedette in Medio Oriente, dove insieme a Eugene Prym (1843-1913), fece delle importanti ricerche sui dialetti arabi, sulle lingue moderne della Siria e sulla lingua curda. Nel 1871 Socin conseguì l'Habilitation a Basilea e nel 1873 ottenne la nomina a professore associato nella stessa università svizzera. Nello stesso anno intraprese un secondo viaggio di studio in Palestina e in Siria. Nel 1876 divenne professore ordinario a Tubinga, dove rimase fino al 1890 quando si trasferì a Lipsia.
Socin fu uno dei fondatori della Deutschen Palästinavereins (Società tedesca di studi sulla Palestina) e dal 1878 al 1885 ne diresse la rassegna annuale di studi orientali.

## Scritti
- Die Gedichte des Alkama. Leipzig (1867)
- «Palästina und Syrien». In: Baedekers Sammlung von Reisebüchern. (1876, 3.A. 1891)
- Die neuaramäischen Dialekte von Urmia bis Mossul. Tübingen (1882)
- Arabische Grammatik. Berlin (1885)
- Zum arabischen Dialekt von Marokko. Leipzig (1893)
- Die Siloahinschrift. Freiburg i. Br. (1899)
- con Emil Kautzsch: Die Echtheit der moabitischen Altertümer geprüft. Straßburg (1876)
- con Emil Kautzsch: Die Genesis mit äußerer Unterscheidung der Quellenschriften übersetzt. Freiburg im Breisgau (1888)
- con Eugen Prym: Der neuaramäische Dialekt des Tur 'Addin. 2 Bde. Göttingen (1881)
- con Eugen Prym: Kurdische Sammlungen. Bd. 1: St. Petersburg (1887)
- Kurdische Sammlungen. 2 voll: St. Petersburg (1890)
- con Rudolf Smend: Die Inschrift des Königs Mesa von Moab. Freiburg im Breisgau (1886)
- con Hans Stumme: Der arabische Dialekt der Ouwara in Marokko. Leipzig (1894)